# بایه د تبالینا
بایه د تبالینا (به اسپانیایی: Valle de Tobalina) یک شهرستان در اسپانیا است که در استان بورگس واقع شده است.

## خصوصیات
بایه د تبالینا ۱۵۷٫۴۹ کیلومترمربع مساحت و ۱٬۰۲۶ نفر جمعیت دارد و ۵۶۵ متر بالاتر از سطح دریا واقع شده است.